# 李廉仲
李廉仲（？—1638年），字公清，號墨源，山東青州府諸城縣人，明朝政治人物。

## 生平
崇祯六年（1633年）癸酉科山東鄉試第七名舉人，崇禎十年（1637年），登丁丑科會試第二百二十名，廷試三甲一百四十六名进士。都察院观政，十一年二月授北直任丘知县，本年冬十月清兵至，与卸任未走的前知县白慧元共力守城。十一月初九日，清兵攻城，李廉仲身冒矢石，死于城墙下（一说缒城而逃，死于城下），城破後，父士骥、母张氏、弟乾生、子廷魁皆遇害。兄李冲斗（或作弟李芳仲）闻变，徒行千馀里，觅其尸于南城壕氷中，得之，胸背数处皆带箭矢，乃收敛而归。代任知县石可章上奏疏请恤典，工部给事中诬廉仲缒城假死，恩典不下。

## 家族
曾祖李进〔庠生〕，祖李绍〔庠生〕，父李士骥。